# Задворный асессорский суд
Задво́рный асе́ссорский суд — один из высших судов в Великом княжестве Литовском. Рассматривал преимущественно дела о государственных владениях и магдебургских городах. Был выделен из великокняжеского суда в XVI веке. В его компетенции были менее значительные дела, в то время как наиболее важные рассматривались Радой Великого княжество Литовского во время сеймов. В XVI веке носил названия: суд дворный, уряд (государственный орган) дворный судебный, двор господарский (великокняжеский), суд урядников (должностных лиц) господарских. С конца XVI и в начале XVII веков назывался судом задворным, судом задворным асессорским, асессорией.
Рассматривал дела по месту своего нахождения по поручению великого князя литовского, от лица которого выносил решения. Иногда просил у великого князя дать «науку» — инструкции по деятельности. Апелляции на решения дворного асессорского суда подавались только великому князю. Изначально в состав суда входил канцлер (или подканцлер) и от 3-х до 6-и панов радных (членов Рады). Последние назначались монархом на определённый срок.
После создания в 1581 году Трибунала Великого княжества Литовского, в компетенцию которого вошли дела шляхты, полномочия задворного асессорского суда сузились до рассмотрения дел, касающихся государственных владений, а также жителей и администрации магдебургских городов. Ввиду существования референдарского суда задворный асессорский суд практически не занимался делами по государственным крестьянам.
С 1687 года, когда было принято «уравнение прав» Великого княжества Литовского с Королевством Польским, задворный асессорский суд действовал на той же основе, что и аналогичный суд в Королевстве Польском, созывался во время Сеймов. В 1736 году королём и великим князем Августом III было дозволено проводить сессии суда независимо от проведения Сейма, причём не только в Варшаве, но и в Гродно и Бресте, без участия самого монарха.
В 1766 году на Сейме был принят устав — «Ординация задворного асессорского суда Великого княжества Литовского», в котором в качестве мест проведения сессии суда указывались Варшава, Гродно, Брест и Минск. Суд созывался его главой — канцлером или подканцлером. В его состав входили секретарь великий, референдарий, писарь великий, асессоры (заседатели). Право совещательного голоса имели инстигатор, вице-инстигатор, регенты великой и малой канцелярий, писарь декретовый, который заведовал канцелярией. Асессоров выбирали на Сейме, ими становились 2 сенатора и 10 депутатов.
Суд принимал решения большинством голосов. В компетенцию суда после 1766 года вошли все дела, не рассматривавшиеся сеймовым судом, Трибуналом и Скарбовым трибуналом Великого княжества Литовского, к их числу относились: дела по привилеям городов, дела между мещанами, шляхтой и духовными лицами, дела государственных крестьян, их тяжбы с держателями государственных имений, пограничные вопросы между государственными и частными или церковными землями, дела о ленных имениях, дела о нарушении прав монарха шляхтичами или духовными лицами, дела бедняков и другие.
Для решения споров суд создавал специальные комиссии — комиссарские суды. В их состав входили представители обеих сторон. Апелляции на решения этих судов подавались в задворный асессорский суд, который был высшей апелляционной инстанцией и для магдебургских судов. Не передавались комиссиям дела по спорам администрации государственных имений с крестьянами и мещанами.
Сессии (каденции) задворного асессорского суда проходили с 1 ноября по 1 мая. В 1791 году, во время Четырёхлетнего Сейма, в состав суда было введено три асессора — представителей от мещан. В октябре 1791 году был принят закон «О порядке городских судов и асессории», согласно которому, задворный асессорский суд являлся высшим апелляционным судом по всем делам мещан магдебургских городов, а дела государственных крестьян были исключены из его компетенции. Постоянным местом проведения сессий суда становилась Вильна. На Гродненском Сейме 1793 года полномочия суда были восстановлены в прежнем объёме.